# 克雷流浪足球會
克雷流浪足球會（Cray Wanderers F.C.）是一支位於英格蘭布羅姆利的半職業足球會，目前於英格蘭足球依斯米安聯賽超聯組角逐。